# Beata munda
Beata munda är en spindelart som beskrevs av Arthur M. Chickering 1946. Beata munda ingår i släktet Beata och familjen hoppspindlar. Inga underarter finns listade.